# Parepierus punctulipennis
Parepierus punctulipennis är en skalbaggsart som först beskrevs av Thomas Broun 1880.  Parepierus punctulipennis ingår i släktet Parepierus och familjen stumpbaggar. Inga underarter finns listade i Catalogue of Life.